# Fiú 50 méteres gyorsúszás a 2010. évi nyári ifjúsági olimpiai játékokon
A 2010. évi nyári ifjúsági olimpiai játékokon az úszás fiú 50 méteres gyorsúszás versenyszámát augusztus 17-én rendezték a Singapore Sports Schoolban.

## Előfutamok

### 1. Futam
| H  | P | Név                   | Nemzet    | Idő   | Mj |
| -- | - | --------------------- | --------- | ----- | -- |
| 1. | 4 | Cristian Quintero     | Venezuela | 23.41 | Q  |
| 2. | 5 | Richard Francis Regis | Grenada   | 27.39 |    |
| 3. | 6 | Ndjemen Touka         | Kamerun   | 37.53 |    |
| 4. | 2 | Sima Weah             | Libéria   | 46.18 |    |
| 5. | 3 | Mika-Jah Teah         | Libéria   | 49.47 |    |

### 2. Futam
| H  | P | Név                   | Nemzet            | Idő   | Mj |
| -- | - | --------------------- | ----------------- | ----- | -- |
| 1. | 1 | Armando Moss          | Bahama-szigetek   | 24.86 |    |
| 2. | 5 | Aaron Brown           | Cook-szigetek     | 26.70 |    |
| 3. | 3 | Ulziibadrakh Gantulga | Mongólia          | 26.82 |    |
| 4. | 6 | Giordan Harris        | Marshall-szigetek | 28.43 |    |
| 5. | 8 | Abdourahman Osman     | Dzsibuti          | 28.89 |    |
| 6. | 2 | Adam Kitururu         | Tanzánia          | 29.91 |    |
| 7. | 4 | Yao Amegbeto          | Togo              | 40.50 |    |
| -  | 7 | Francois Mallack      | Szenegál          | DNS   |    |

### 3. Futam
| H  | P | Név                       | Nemzet             | Idő   | Mj |
| -- | - | ------------------------- | ------------------ | ----- | -- |
| 1. | 8 | Mahfizur Rahman           | Banglades          | 25.12 |    |
| 2. | 4 | Fouad Al Atrash           | Palesztina         | 26.26 |    |
| 3. | 5 | Daniel Lee                | Botswana           | 26.89 |    |
| 4. | 3 | Dionisio Augustine        | Mikronézia         | 27.32 |    |
| 5. | 6 | Robel Hapte               | Etiópia            | 28.44 |    |
| 6. | 2 | Kareem Sandoval Valentine | Antigua és Barbuda | 29.42 |    |
| 7. | 1 | Odam Lim                  | Kambodzsa          | 29.44 |    |
| -  | 7 | Izudhaadh Ahmed           | Maldív-szigetek    | DSQ   |    |

### 4. Futam
| H  | P | Név                    | Nemzet       | Idő   | Mj |
| -- | - | ---------------------- | ------------ | ----- | -- |
| 1. | 5 | Julien Brice           | Saint Lucia  | 24.85 |    |
| 2. | 7 | Adrian Todd            | Botswana     | 25.08 |    |
| 3. | 3 | Brian Forte            | Jamaica      | 25.10 |    |
| 4. | 4 | Abbas Raad             | Libanon      | 25.26 |    |
| 5. | 8 | David Buruchara        | Kenya        | 25.75 |    |
| 6. | 1 | Sergey Pevnev          | Örményország | 25.83 |    |
| 7. | 2 | Ahmed Salam Al-Dulaimi | Irak         | 26.09 |    |
| 8. | 6 | Abdul Allolan          | Katar        | 26.45 |    |

### 5. Futam
| H  | P | Név                | Nemzet        | Idő   | Mj |
| -- | - | ------------------ | ------------- | ----- | -- |
| 1. | 4 | Aitor Martínez     | Spanyolország | 23.13 | Q  |
| 2. | 3 | Ivan Levaj         | Horvátország  | 23.34 | Q  |
| 3. | 1 | Oussama Sahnoune   | Algéria       | 23.90 | Q  |
| 4. | 6 | Roberto Strelkov   | Argentína     | 23.90 | Q  |
| 5. | 2 | Mans Hjelm         | Svédország    | 24.01 |    |
| 6. | 7 | Arren Xin Hui Quek | Szingapúr     | 24.03 |    |
| 7. | 8 | Ahmadreza Jalali   | Irán          | 24.43 |    |
| -  | 5 | Tomasso Romani     | Olaszország   | DNS   |    |

### 6. Futam
| H  | P | Név               | Nemzet             | Idő   | Mj |
| -- | - | ----------------- | ------------------ | ----- | -- |
| 1. | 4 | Andrij Hovorov    | Ukrajna            | 22.62 | Q  |
| 2. | 5 | Ching Tat Lum     | Hongkong           | 23.30 | Q  |
| 3. | 1 | Erich Peske       | Egyesült Államok   | 23.52 | Q  |
| 4. | 3 | Marius Radu       | Románia            | 23.53 | Q  |
| 5. | 7 | Pavels Gribovskis | Lettország         | 23.77 | Q  |
| 6. | 6 | Cadell Lyons      | Trinidad és Tobago | 23.78 | Q  |
| 7. | 8 | Perry Lindo       | Holland Antillák   | 24.22 |    |
| 8. | 2 | Víctor Rodrigues  | Brazília           | 24.27 |    |

### 7. Futam
| H  | P | Név                  | Nemzet      | Idő   | Mj |
| -- | - | -------------------- | ----------- | ----- | -- |
| 1. | 6 | Kenneth To           | Ausztrália  | 22.94 | Q  |
| 2. | 5 | Pjotr Degtjarjov     | Észtország  | 23.53 | Q  |
| 3. | 4 | Jianbin He           | Kína        | 23.62 | Q  |
| 4. | 2 | Kevin Leithold       | Németország | 23.67 | Q  |
| 5. | 8 | Yong Lim             | Szingapúr   | 23.86 | Q  |
| 6. | 3 | Raphael Stacchiotti  | Luxemburg   | 23.98 |    |
| 7. | 7 | Juan Manuel Arbeláez | Kolumbia    | 24.12 |    |
| 8. | 1 | Omiros Zagkas        | Ciprus      | 24.70 |    |

## Elődöntő

### 1. Futam
| H  | P | Név               | Nemzet     | Idő   | Mj |
| -- | - | ----------------- | ---------- | ----- | -- |
| 1. | 4 | Kenneth To        | Ausztrália | 22.70 | Q  |
| 2. | 2 | Jianbin He        | Kína       | 23.09 | Q  |
| 3. | 5 | Ching Tat Lum     | Hongkong   | 23.14 | Q  |
| 4. | 3 | Cristian Quintero | Venezuela  | 23.25 | Q  |
| 5. | 6 | Marius Radu       | Románia    | 23.50 |    |
| 6. | 7 | Pavels Gribovskis | Lettország | 23.66 |    |
| 7. | 1 | Yong Lim          | Szingapúr  | 23.87 |    |
| 8. | 8 | Oussama Sahnoune  | Algéria    | 23.95 |    |

### 2. Futam
| H  | P | Név              | Nemzet             | Idő   | Mj |
| -- | - | ---------------- | ------------------ | ----- | -- |
| 1. | 4 | Andrij Hovorov   | Ukrajna            | 22.27 | Q  |
| 2. | 5 | Aitor Martínez   | Spanyolország      | 22.92 | Q  |
| 3. | 3 | Ivan Levaj       | Horvátország       | 23.09 | Q  |
| 4. | 7 | Kevin Leithold   | Németország        | 23.35 | Q  |
| 5. | 2 | Pjotr Degtjarjov | Észtország         | 23.37 |    |
| 6. | 6 | Erich Peske      | Egyesült Államok   | 23.56 |    |
| 7. | 8 | Roberto Strelkov | Argentína          | 23.68 |    |
| 8. | 1 | Cadell Lyons     | Trinidad és Tobago | 24.01 |    |

## Döntő
| H     | P | Név               | Nemzet        | Idő   | Mj |
| ----- | - | ----------------- | ------------- | ----- | -- |
| Arany | 4 | Andrij Hovorov    | Ukrajna       | 22.35 |    |
| Ezüst | 5 | Kenneth To        | Ausztrália    | 22.82 |    |
| Bronz | 3 | Aitor Martínez    | Spanyolország | 22.83 |    |
| 4.    | 6 | Jianbin He        | Kína          | 23.01 |    |
| 5.    | 2 | Ivan Levaj        | Horvátország  | 23.11 |    |
| 5.    | 7 | Ching Tat Lum     | Hongkong      | 23.11 |    |
| 7.    | 8 | Kevin Leithold    | Németország   | 23.42 |    |
| 8.    | 1 | Cristian Quintero | Venezuela     | 23.70 |    |

## Fordítás
Ez a szócikk részben vagy egészben  a   Swimming at the 2010 Summer Youth Olympics – Boys' 50 metre freestyle című angol Wikipédia-szócikk fordításán alapul.  Az eredeti cikk szerkesztőit annak laptörténete sorolja fel. Ez a jelzés csupán a megfogalmazás eredetét és a szerzői jogokat jelzi, nem szolgál a cikkben szereplő információk forrásmegjelöléseként.